# Regina, Saskatchewan

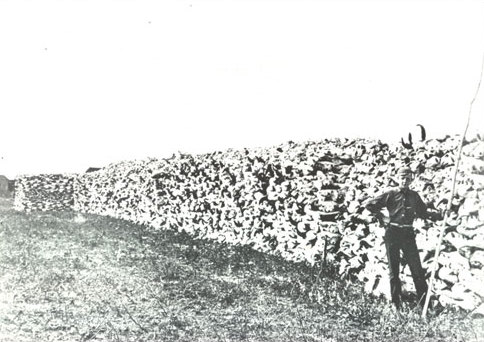
Bisonoxeben staplade i Regina för att fraktas bort som industriråvara, omkring 1898

Regina är en stad i provinsen Saskatchewan i Kanada. Staden är huvudstad i Saskatchewan och hade 178.225 invånare 2001 (med förorter 199.000). Staden, som ursprungligen hette Pile o'Bones, grundades 1882 och ligger cirka 577 meter över havet. Regina var fram till 1980-talets mitt den största staden i Saskatchewan (numera är Saskatoon större). 
Den kanadensiska ridande polisen har sitt högkvarter i Regina. Det är en av Kanadas främsta turistattraktioner. Uppvisningar hålls regelbundet under turistsäsongen.
I Regina ligger universitetet University of Regina.